# 36986 Stickle
36986 Stickle este o planetă minoră (asteroid), cu un diametru de 6,276 km, din centura de asteroizi. A fost descoperită pe 29 septembrie 2000 la Stația Anderson Mesa de Lowell Observatory Near-Earth-Object Search. 
Obiectul prezintă o orbită caracterizată de o semiaxă mare de 2,9859167 UAi, o excentricitate de 0,15, o înclinație de 14,79928 ° în raport cu ecliptica.